# لوییز آنتونی
لوییز آنتونی (انگلیسی: Louise Antony) فیلسوف آمریکایی است که استاد فلسفه در دانشگاه ماساچوست آمهرست است. او در معرفت‌شناسی و نظریه فمینیستی تخصص دارد.